# Шинкелюв
Шинкелюв (пол. Szynkielów) — село в Польщі, у гміні Конопниця Велюнського повіту Лодзинського воєводства.
Населення — 731 особа (2011).
У 1975-1998 роках село належало до Серадзького воєводства.

## Демографія
Демографічна структура станом на 31 березня 2011 року:
|          | Загалом | Допрацездатний вік | Працездатний вік | Постпрацездатний вік |
| -------- | ------- | ------------------ | ---------------- | -------------------- |
| Чоловіки | 370     | 81                 | 244              | 45                   |
| Жінки    | 361     | 66                 | 194              | 101                  |
| Разом    | 731     | 147                | 438              | 146                  |